# Жуканенко, Юрий Александрович
Юрий Александрович Жуканенко (род. 18 мая 1964, Алма-Ата) — советский и российский баскетболист (защитник) и баскетбольный тренер, Мастер спорта СССР международного класса. Участник «финала четырёх» чемпионата СССР 1989/90 со СКА (Алма-Ата), неоднократный призёр чемпионатов России с различными клубами. Чемпион Европы среди кадетов 1981 года и среди юниоров 1982 года, член сборной СССР на Играх доброй воли 1990 года. Отец баскетболистов Алексея и Павла Жуканенко.

## Игровая карьера
Юрий Жуканенко, уроженец Алма-Аты, начал заниматься баскетболом в местном клубе «Локомотив» у С. А. Зозулина. В его возрастной группе был также Валерий Тихоненко. Зозулинские воспитанники сумели стать сильнейшими в своей возрастной категории сначала в Алма-Ате, а в 1979 году и в Казахстане и представляли эту республику на юношеском чемпионате СССР. Там они проиграли в финале московской команде, а через год завоевали чемпионское звание, победив в финале команду из Литвы, где в частности играли Арвидас Сабонис и Шарунас Марчюленис. В 1981 году Жуканенко в составе юношеской сборной СССР выиграл чемпионат Европы среди кадетов, при этом став самым результативным игроком команды и в полуфинале (25 очков), и в финале (24 очка). На следующий год он добавил к этому званию титул чемпиона Европы среди юниоров (до 18 лет), с 18 очками снова став одним из самых результативных игроков советской сборной в финале против югославов.
В том же 1981 году Жуканенко мобилизовали в армию, и они вместе с Тихоненко попали в ведущий армейский клуб республики — СКА (Алма-Ата). В этой команде Жуканенко провёл следующие десять лет игровой карьеры. В сезоне 1984/85 команда (без Тихоненко, ушедшего в ЦСКА) вышла в высшую лигу чемпионата СССР, где сумела продержаться, однако, только год. С возвращением Тихоненко алма-атинцы снова поднялись в высшую лигу и в сезоне 1989/90 пробились в «финал четырёх», уступив в равной борьбе бронзовые медали киевскому «Строителю». В последние годы существования СССР Жуканенко успел поиграть и в национальной сборной, но, хотя на сборы его приглашали часто, в крупном турнире ему довелось поучаствовать лишь один раз — на Играх доброй воли 1990 года, где советская команда осталась только третьей, проиграв полуфинальный матч югославам. В конце проигранного полуфинального матча Жуканенко не реализовал ключевой бросок и по решению тренера сборной А. Я. Гомельского не попал в состав, поехавший на чемпионат мира того же года в Аргентину.
В 1991 году Жуканенко покинул Алма-Ату, отправившись играть в самарский «Строитель», где в это время тренировал воспитавший его Сергей Зозулин. Жуканенко провёл у Зозулина два года, успев завоевать серебряные медали первого чемпионата России, после чего сменил команду, став игроком другого самарского клуба ЦСК ВВС, который был в значительной степени укомплектован бывшими игроками алма-атинского СКА. Тренером ЦСК ВВС в этот период был О. Л. Ким. В ЦСК ВВС Жуканенко играл до 1997 года, став бронзовым призёром чемпионата России в 1994 и 1995 годах.
Ещё в середине 1996 года Жуканенко начал планировать переход из Самары в саратовский «Автодор», но в итоге этот переход состоялся только перед сезоном 1997/98, причём по его инициативе. Впрочем, капитан саратовцев Евгений Пашутин не скрывал, что возлагает на новичка большие надежды: «Это человек, способный не просто помочь, а решить исход матча сам». Сезон «Автодор» закончил на втором месте, принеся Жуканенко ещё одну серебряную медаль чемпионатов России. Также с «Автодором» он пробился в полуфинал Кубка Европы — самый высокий результат в европейских клубных турнирах за его карьеру.
В сезоне 1998/99 Жуканенко перешёл в клуб «Локомотив» (Минеральные Воды), став самым громким приобретением команды. Ожидания руководства «Локомотива» он оправдал, став одним из лидеров клуба: Жуканенко единственным из игроков команды не пропустил ни одной из 36 игр чемпионата, проводя на площадке в среднем по 21 минуте и принося за это время 12,1 очка (второй показатель по результативности в клубе). С «Локомотивом» Жуканенко оставался до 2001 года, когда перешёл в сургутский «Университет».

## Тренерская карьера
В «Университете», выступавшем в российской Суперлиге Б, возрастной Жуканенко выступал как играющий тренер. Хотя он всё ещё мог «вытащить» матч, набирая за игру до 20 очков, накопившиеся травмы заставили его постепенно перейти на чисто тренерские функции. В тренерской бригаде «Университета» Жуканенко оставался до 2011 года, когда был приглашён на пост главного тренера клуба «Динамо» (Ставрополь), игравшего в европейской зоне высшей лиги. Туда же перешёл из Пензы и его сын Павел. Ставропольская команда успешно начала сезон, выиграв первый этап Кубка России, но затем последовала череда неудач в чемпионате, и уже в ноябре Жуканенко был отправлен в отставку с опцией возглавить молодёжную команду клуба.
Вместо этого, однако, Жуканенко предпочёл присоединиться к тренерской команде саратовского «Автодора», которую тогда возглавлял Владимир Анциферов. Новый этап работы в Саратове начался в январе 2012 года и продолжался полтора сезона, пока летом 2013 года Жуканенко не ушёл в «Спартак-Приморье». Через год он снова вернулся в Саратовскую область, чтобы тренировать клуб «Строитель» (Энгельс). Контракт «Строителя» с Жуканенко был продлён и в 2015 году, когда новым главным тренером стал Александр Гуторов.
В июле 2016 года Юрий Жуканенко стал ассистентом главного тренера в «Чебоксарских Ястребах».

## Достижения

### Клубные
- Серебряный призёр чемпионата России (2): 1992, 1997/1998
- Бронзовый призёр чемпионата России (2): 1993/1994, 1994/1995

### В составе сборной СССР
- Бронзовый призёр Игр доброй воли: 1990
- Чемпион Европы (юноши до 16 лет): 1981
- Чемпион Европы (юноши до 18 лет): 1982